# Orjol

Orjols flagga.

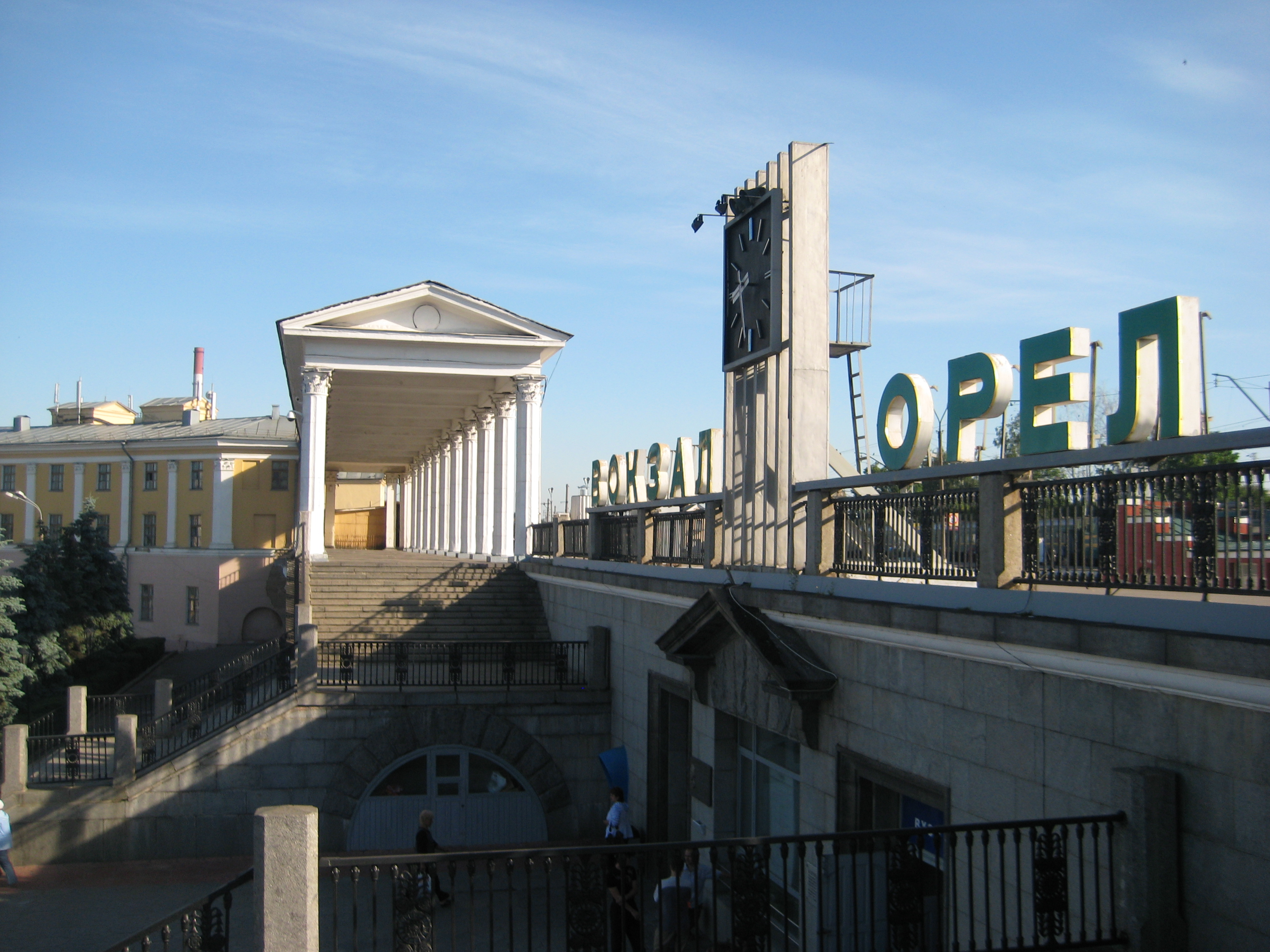
Järnvägsstationen i Orjol.

Orjol (ryska: Орёл, "örn"), ibland transkriberad Orel, är en stad i Ryssland, belägen 350 kilometer söder om Moskva, vid Okafloden. Staden har lite mer än 300 000 invånare och är administrativ huvudort för Orjol oblast. 
Orjol grundlades formellt år 1566 som en fästning vid Oka för att försvara Moskvas södra gräns. Under andra världskriget erövrades Orjol den 3 oktober 1941 av tyska styrkor under slaget om Moskva, den 8 maj 1943 befriades staden åter.
Författaren Ivan Turgenjev föddes i Orjol och ett stort Turgenjevmuseum är en av stadens sevärdheter.

## Stadsdistrikt
Orjol är indelad i fyra stadsdistrikt. 
| Stadsdistrikt     | Invånarantal 9 oktober 2002 | Invånarantal 14 oktober 2010 | Invånarantal 1 januari 2015 |
| ----------------- | --------------------------- | ---------------------------- | --------------------------- |
| Severnyj          | 67 819                      | 67 762                       | 67 458                      |
| Sovetskij         | 87 820                      | 80 415                       | 80 783                      |
| Zavodskoj         | 107 586                     | 104 358                      | 107 622                     |
| Zjeleznodorozjnyj | 70 085                      | 65 212                       | 63 687                      |
| TOTALT            | 333 310                     | 317 747                      | 319 550                     |